# Єн Макдональд (письменник)
Єн Макдональд (нар. 18 квітня 1933) — поет і письменник карибського походження, який називав себе «антигуанцем за походженням, тринідадцем за місцем народження, гаянцем за прийомними батьками та жителем Вест-Індії за переконаннями». За батьком він антигуанського та кіттського походження, а з боку матері тринідадського. Його єдиний роман «The Humming-Bird Tree», вперше опублікований у 1969 році, вважається класикою карибської літератури.

## Ранні роки й освіта
Єн Макдональд народився 18 квітня 1933 року у Сент-Августіні, Тринідад, де народилася його мати, Тельма Макдональд (уроджена Сегольт), а колись і її батьки. Його батько, Джон Арчі Макдональд (який народився у Сент-Кіттс і чиї батьки народилися на Антигуа), очолював сільськогосподарську компанію Gordon Grant Limited. Його дядьком був маршал авіації Королівських ВПС сер Артур Макдональд. У Єна було чотири сестри — Гізер Мюррей, Джилліан Гауї, Робін Макдональд і Моніка Пуркіс й один брат Арчі Макдональд.
Він здобув середню освіту у Квінс-коледжі (1942—1951) у Порт-оф-Спейн, де здобув диплом з відзнакою з історії та англійської мови. Він навчався у Клер-коледжі Кембриджського університету (1951—1955), де здобув ступінь бакалавра історії з відзнакою, а згодом здобув ступінь магістра. Його обрали президентом Вест-Індського товариства Кембриджського університету.

## Кар'єра у Гаяні

### Цукрова промисловість
У 1955 році він поїхав до тодішньої Британської Гвіани з Booker Group, працюючи спочатку секретарем комітету Bookers BG Group, потім секретарем Bookers Sugar Estates, де його підвищили до посади адміністративного директора. Коли Bookers націоналізували у 1976 році, він залишився у Guyana Sugar Corporation, де обіймав посаду директора з маркетингу й адміністрування з 1976 року до виходу на пенсію у 1999 році. Він неодноразово представляв Гаяну та Карибську співдружність на міжнародних конференціях і форумах з цукрової промисловості.
На регіональному рівні він працював у цукровій асоціації Карибського басейну як голова відділу маркетингу з 1990 року, потім генеральним директором з 1999 року до виходу на пенсію у 2007 році. У листопаді 1995 року він виступив із промовою та представив доповідь «Цукрова промисловість англомовних країн Карибського басейну» у Міжнародній організації цукру у Лондоні. Він також був головою компанії Demerara Sugar Terminals, яка експортує цукор із Гаяни. Протягом 35 років він був членом Комітету фонду соціального забезпечення працівників цукрової промисловості, який надає землю та житло, водопостачання та соціальні послуги працівникам цукрової галузі.

### Гаянський бізнес й інтереси
Макдональд був членом Національного консультативного комітету Гаяни із зовнішніх переговорів.
Він обіймав посади директора в компаніях Hand-in-Hand Fire and Life Insurance Companies, Hand-in-Hand Trust Company, Woodlands Diagnostic & Imaging Center Inc, Інституті розвитку приватного підприємництва, St. Joseph Mercy Hospital (2000—2006) й опікувався притулком для хлопчиків.
У 2009 році він приєднався до Ради Schoolnet Guyana, яка займається комп'ютеризацією шкіл у Гаяні.
У 1991—1992 роках він обіймав посаду редакційного консультанта Вест-Індської комісії під головуванням сера Шрідата Рампала. Його робота полягала у допомозі у складанні та виготовленні звіту Комісії «Час діяти». Для допомоги в роботі Комісії він підготував монографію «Bedrock of a Nation: Cultural Foundations of West India Integration».
У 1996 році його обрали першим членом Вест-Індської групи 2000, «мозкового центру» з 40 вест-індійських діячів, у якої не було ніякої мети, окрім заохочення реальності вест-індійської ідентичності та зміцнення цінностей вест-індійської спадщини.

## Спортивні заходи
Макдональд був чемпіоном Тринідаду і Тобаго з тенісу серед юніорів протягом багатьох років і вперше представляв цю країну на старшому рівні у віці 16 років. Він грав на Вімблдоні у 1950-х роках (єдиний гравець з Тринідаду чи Гаяни, якому це вдалося). У 1955 році він очолював команду Кембриджського університету. Він представляв Оксфорд-Кембридж проти Гарвард-Єль на Кубку Прентіса у США у 1952 році та в Англії у 1954 році. З 1956 року до початку 1970-х років він був чемпіоном Гаяни та капітаном збірної Гаяни з тенісу. У 1957 році він був «Спортсменом року» Гаяни разом з Джорджем Де Пеана. Він також представляв і був капітаном команди Гаяни у сквоші. Він представляв Вест-Індію в її першій команді на Кубку Девіса у 1953 році, а пізніше у 1950-х і 1960-х роках став гравцем і капітаном команди Вест-Індії на Кубку Девіса. Він також кілька років був секретарем Карибської асоціації тенісу Співдружності.
У 2006 році він отримав нагороду Національної спортивної комісії Гаяни за видатний внесок у розвиток спорту у Гаяні та у 2007 році Олімпійська асоціація Гаяни відзначила його за внесок у розвиток спорту загалом і тенісу зокрема.
Він мав незвичайну честь представляти свою країну протягом п'яти різних десятиліть: теніс (Тринідад) у 1940-х роках, теніс (Тринідад, Гаяна, Вест-Індія) у 1950-х роках, теніс (Гаяна, Вест-Індія) у 1960-х роках, теніс і сквош (Гаяна) у 1970-х роках, сквош (Гаяна) у 1980-х роках.

### Спортивні дослідження
Він був членом разом з Персівалем Джеймсом Паттерсоном і сером Алістером Макінтайром, групи, створеної у 2007 році Радою з крикету Вест-Індії для звітування та надання рекомендацій щодо управління крикетом Вест-Індії. Цей звіт було подано Раді з крикету Вест-Індії у жовтні 2007 року. Він допомагав у складанні, редагуванні та випуску «Cricket at Bourda», присвяченому Джорджтаунському крикетному клубу, до Чемпіонату світу у березні 2007 року. Разом із доктором Стюартом Брауном у 2010 році він склав «Anthology of West Indian Cricket Writing».

## Літературна діяльність
Його перші вірші були опубліковані у 1950-х роках, і протягом багатьох років вони з'являлися у низці вест-індійських журналів, зокрема «BIM», «Kyk-Over-Al», «The Caribbean Writer», «The New Voices», «The Trinidad And Tobago Review», «Poui», «The Caribbean Review of Books» і «Jamaica Journal», а також у «Planet», «Outposts», «Voices» та інших журналах Великої Британії та США. Його творчій доробок з'являвся у багатьох антологіях регіону, включно з «Caribbean Poetry Now», «Voiceprint», у випусках «The Graham House Review» про вест-індійську поезію, «Archipelago Conjunctions», «Caribbean Poetry» від «Atlanta Review» і «Heinemann Book of Caribbean Poetry». У 1991 і 2007 роках він отримав Карибську письменницьку премію за поезію.
Він також автор оповідань, вони також з'явилися в антологіях, зокрема у «Penguin Book of Caribbean Short Stories» і «Faber Book of West Indian Stories».
Його роман «The Humming-Bird Tree» був вперше опублікований Heinemann у 1969 році, коли він отримав Меморіальну премію Вініфред Голтбі від Королівського літературного товариства за найкращий регіональний роман. Книгу перевидали у м'якій обкладинці у серії Heinemann Caribbean Writers у 1974 році та широко використовувався як підручник у школах регіону та за кордоном. Екранізація від BBC для показу на Різдво під назвою «Колібрі» вийшла у 1992 році, і того ж року Heinemann перевидав роман у новій редакції. У 2006 році у Macmillan вийшло друком нове видання «The Humming-Bird Tree».
Його п'єса на одну дію «The Tramping Man», вперше поставлена Театральною гільдією в Гаяні у жовтні 1969 року, була поставлена по всій Вест-Індії та у Лондоні. Вона була опублікована Школою безперервних досліджень Університету Вест-Індії у збірці з восьми карибських п'єс.
З 2009 року він консультативний редактор Guyana Classics, серії Guyana Classics, яка буде перевидана Caribbean Press за фінансування уряду Гаяни. Він був головою видавництва Demerara Publishers Limited, яке випустило та надрукувало 36 книжок гаянців у 1987—1992 роках. Макдональд допоміг відредагувати та написав передмову до першого видання «Selected Poems» Мартіна Картера, опублікованого у 1989 році видавництвом Demerara у Джорджтауні, а пізніше у новому виданні Red Thread Press у 1997 році.
Його «Selected Poems» відредаговані та зі вступом професора Едварда Бо, були опубліковані у Macmillan у 2008 році на честь його 75-річчя. У 2009 році ця книга потрапила до короткого списку Премії Королівського літературного товариства Ондаатьє.

### «Kyk-Over-Al»
У 1984 році він редагував книгу «AJS at 70» на честь 70-річчя видатного літератора Гаяни Артура Джеймса Сеймура.
Також у 1984 році він зіграв важливу роль у відродженні літературного журналу «Kyk-Over-Al», який вперше видавався у Гаяні у 1954—1961 роках, і був редактором разом з Сеймуром до його смерті у 1989 році, після чого Макдональд продовжив редагувати журнал разом з Вандою Радзік. У червні 1990 року вийшов спільний випуск журналу «Kyk-Over-Al» і «BIM», який редагували Макдональд і Джон Вікем; рецензуючи його в «The Caribbean Writer», Седрік Ліндо сказав: «Мабуть, найбільш приголомшливим у цьому спільному випуску є здатність Єна Макдональда надати стільки матеріалу, причому дуже цікавого, у „Across the Editor's Desk“. Сеймур явно залишив у ньому гарного спадкоємця». 50-й ювілейний номер «Kyk-over-Al», № 46/47, опублікували у грудні 1995 року. У Національному списку Гаяни 1997 року «Kyk-over-Al» отримав Групову медаль за заслуги за видатний внесок у літературу.

### Мистецькі організації
Він був членом першого Комітету з управління літературною премією Гаяни у 1987 році. Він був регіональним головою (Канада та Кариби) у колегії суддів Премії письменників Співдружності 1991 року.
З моменту заснування у 1980 році він очолював Театральну компанію Гаяни, яка протягом 1980—2001 років поставила близько 100 п'єс і мюзиклів, а також сприяла кар'єрному розвитку багатьох провідних театральних діячів Гаяни. Він був членом Опікунської ради Гільдії театрів Гаяни.
Він приєднався до керівного комітету Національної колекції мистецтв Кастеллані у Гаяні.
З 1990 до 1995 рік він був членом фонду «Гаянська книга», який заохочує широке розповсюдження книг і створення невеликих видавництв. Він також був членом Консультативного комітету Національного архіву. Він є членом Національного номінаційного комітету Гаяни для нагород Sabga Caribbean Awards for Excellence з 2006 року.

### Новинні медіа
Він був постійним автором газетних статей про уряд, поточні події, проблеми третього світу, освіту, літературу та спорт. Він вів щотижневу колонку «Єн у неділю» для «Stabroek News» відтоді початку виходу газета у Гаяні у 1986 році. Його колонки також з'являються у «The Nation» на Барбадосі, «The Gleaner» на Ямайці та «Trinidad and Tobago Review». Він також писав для «Outlet» на Антигуа. Він зробив свій внесок у понад 400 випусків «Viewpoints» та «Sports Views» на радіо від GBC. Його твори про крикет, зокрема, отримали широке резонансне визнання. У січні 2009 року він був призначений головою Guyana Publications Inc., видавця Stabroek News.

### Лекції
У 2005 році він прочитав вступну лекцію «Cricket: a Hunger in the West Indian soul» у Лондонському університеті Метрополітен у серії лекцій Френка Ворелла. Він виступив із промовою «Я тисну тобі руку у своєму серці» на церемонії вручення літературної премії Френка Коллімора на Барбадосі у 2009 році. У листопаді 2014 року його літературні архіви були передані бібліотеці Алми Джордан Університету Вест-Індії.

## Відзнаки та нагороди
- Член Королівського літературного товариства з 1970 року[17]
- Національна честь Гаяни, Золота стріла досягнень у 1986 році[17].
- Почесний ступінь доктора літератури на знак визнання його заслуг у галузі цукрової промисловості, спорту та літератури у Карибському регіоні Університету Вест-Індії, кампус Сент-Огастин у 1997 році.
- Премія Вордсворта Мак-Ендрю 2004 року від Асоціації культури Гаяни, Нью-Йорк.
- Зарахований до Зали пошани Квінс-коледжу у 2004 році.
- Нагороджений від Friends of Mr Biswas, неурядовою організацією Тринідаду, присвяченій збереженню та розвитку Літературного музею Найпола на вулиці Непол, Сент-Джеймс у 2014 році[8][15].

## Особисте життя
Макдональд одружений з Мері Каллендер, у них двоє синів: Джеймі та Даррен. У нього є син Кіт від попереднього шлюбу.

## Публікації
- Sugar in B.G: Challenge and Change (1965) — New World Publication, Georgetown.
- The Tramping Man — one-act play first staged in 1969. Published by UWI's School of Continuing Studies in a collection of eight Caribbean plays entitled…a time and a season.
- Poetry Introduction 3 (1975) — London: Faber and Faber.
- Selected Poems — Labour Advocate, Georgetown, 1984.
- Editor: AJS at 70 — Autoprint, Georgetown, Guyana 1984.
- Mercy Ward (1992) — collection of poems published by Peterloo Poets, UK, ISBN 978-0905291956.[18] Republished as Guyana Classics series, Caribbean Press, December 2010.
- Essequibo (1992) — collection of poems published by Peterloo Poets, UK, and Story Line Press, US (winner of the Guyana Prize for Literature 1992), ISBN 9781871471342.[19]
- Monograph, Bedrock of a Nation: Cultural Foundations of West Indian Integration — for West Indian Commission, 1992.
- Contribution as Editorial Assistant: Time For Action: Report of the West Indian Commission, 1992.
- Heinemann Book of Caribbean Poetry (1992) — edited jointly with Stewart Brown, published by Heinemann.
- Jaffo The Calypsonian (1994) — collection of poems; Peepal Tree Press, UK.
- Between Silence and Silence — collection of poems; Peepal Tree Press, 2003 (winner of the Guyana Prize for Literature 2004).
- The Humming-Bird Tree, novel — Heinemann, 1969; Macmillan, 2004; filmed by the BBC in 1992.
- A. J. Seymour, Collected Poems 1937—1989 (edited with Jacqueline de Weever), New York: Blue Parrot Press, 2000.
- Foreword to Selected Poems of Martin Carter, first published Demerara Publishers, 1989; revised edition, Red Thread Women's Press, 1997.
- They Came in Ships (compiled and edited with Lloyd Searwar, Laxshmi Kallicharan and Joel Benjamin), anthology of Guyanese East Indian Writings — Peepal Tree Press, 1998.
- Poems by Martin Carter (edited jointly with Dr. Stewart Brown) — Macmillan, September 2006.
- Contributed to Caribbean Despatches — Macmillan, 2006.
- Contributed to Penguin Book of Short Stories and the Faber Book of West Indian Stories.
- Cricket at Bourda (2007) — compiled with Paul Chan-A-Sue; Sheik Hassan Printery, Georgetown.
- Report of the Governance Committee on West Indies Cricket (2007) — joint author with Hon. P. J. Patterson and Sir Alister McIntyre.
- Selected Poems — Macmillan, 2008.
- The Bowling Was Superfine — West Indian Writing and West Indian Cricket[20] — edited jointly with Stewart Brown, 2010; paperback 2012, ISBN 978-1845230548[21]
- Ian McDonald's New and Collected Poems (2018) Peepal Tree Press.[22]